# Myśliczek dwuplamek
Myśliczek dwuplamek (Stenus biguttatus) – gatunek chrząszcza z rodziny kusakowatych i podrodziny myśliczków (Steninae).
Gatunek ten został opisany w 1758 roku przez Karola Linneusza jako Staphylinus biguttatus.
Chrząszcz o ciele długości od 4,5 do 5 mm. Przedplecze ma wyraźnie dłuższe niż szerokie. Na każdej z pokryw występuje mała czerwonawa plama położona bliżej szwu niż jej bocznej krawędzi. Co najmniej cztery pierwsze tergity odwłoka mają boczne brzegi odgraniczone szerokimi bruzdami. Odnóża są w całości czarne, rzadko uda brunatne. Smukłe tylne stopy prawie dorównują długością goleniom. Od pokrewnego Stenus comma wyróżnia się smuklejszym ciałem i przynajmniej u nasady (zwykle do połowy) żółtawym drugim członem głaszczków szczękowych.
Owad palearktyczny, rozprzestrzeniony od Europy przez Gruzję, Azerbejdżan, Armenię, Syberię i północne Chiny po Japonię. Zasiedla piaszczyste, skąpo porośnięte, pokryte warstewką szlamu brzegi wód. Spotykany też pod liśćmi i napływkami. W Polsce miejscami bardzo pospolity. Zimuje jako imago.